# 沙河駅 (北京地下鉄)
沙河駅（さがえき、中文表記: 沙河站、英文表記: Shahe Station）とは中華人民共和国北京市昌平区に位置する北京地下鉄昌平線の駅である。

## 駅構造

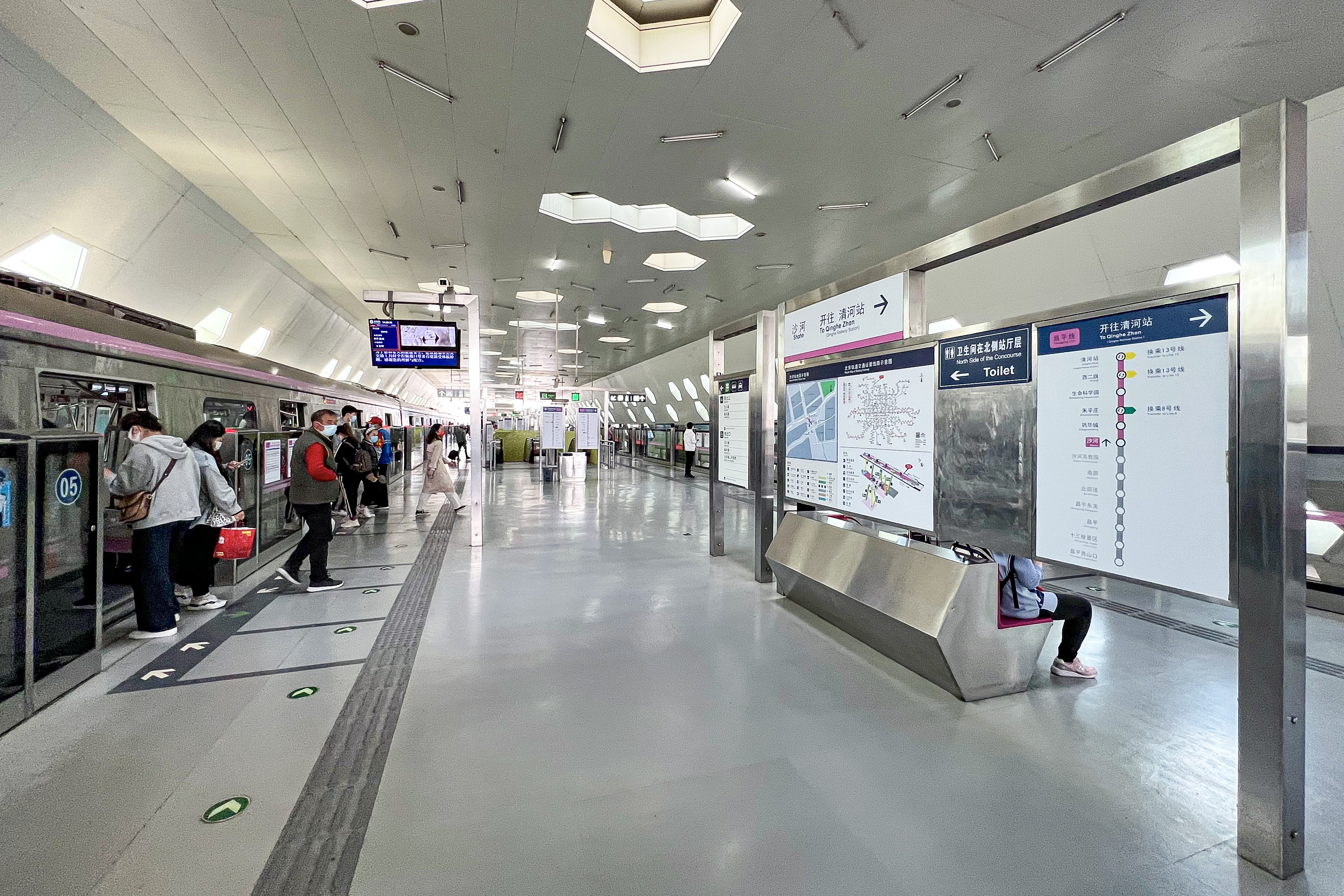
ホーム

島式ホーム1面2線を有する高架駅である。
出口はAとBの2箇所ある。

### のりば
| 方向 | 路線   | 行先                       |
| ---- | ------ | -------------------------- |
| 下り | 昌平線 | 朱辛荘・西二旗・西土城方面 |
| 上り | 昌平線 | 南邵・昌平・昌平西山口方面 |

## 駅周辺
- 北京市昌平区沙河地区弁事所
- 外交学院沙河キャンパス
- 北京航空航天大学昌平キャンパス
- 北京科技経営管理学院

### バス路線

#### 地下鉄沙河駅（地铁沙河站）
2025年現在、当駅発着/経由の路線バスは以下のとおりである。
- 670系統（百善バスターミナル～徳勝門西バスターミナル）
- 945系統（沙河～南彩停留所）
- C116系統（地下鉄沙河駅～高教園北三街東駅）
- 専70系統（沙河～上東廓）
- 専95系統（地下鉄沙河駅～于善街西口）
- 専135系統（地下鉄沙河駅～百善バスターミナル）
- 快速直達専線125系統（善縁小区～徳勝門西バスターミナル）
- 快速直達専線126系統（善縁小区～海淀大街西口）
- 快速直達専線134系統（北街家園八区南～徳勝門西バスターミナル）
- 巡遊バス沙河地区2系統-朝方（翠明新城小区→地下鉄沙河駅）
- 巡遊バス沙河地区2系統-夕方（地下鉄沙河駅→翠明新城小区）
- 昌19系統（地下鉄龍沢駅～王荘工業園バスターミナル）
- 昌52系統（昌平北駅～大柳樹路口西）
- 昌58系統-支線（地下鉄沙河駅～地下鉄沙河高教園駅）
- 昌66系統（昌平北駅～辛力屯）

#### 地下鉄沙河駅西（地铁沙河站西）
2025年現在、当駅経由の路線バスは以下のとおりである。
- 670系統（百善バスターミナル～徳勝門西バスターミナル）
- 945系統（沙河～南彩停留所）
- C116系統（地下鉄沙河駅～高教園北三街東駅）
- 専70系統（沙河～上東廓）
- 専95系統（地下鉄沙河駅～于善街西口）
- 専135系統（地下鉄沙河駅～百善バスターミナル）
- 快速直達専線127系統（北街家園八区北→海淀大街西口/海淀中街北駅→北街家园八区北）
- 快速直達専線134系統（北街家園八区南～徳勝門西バスターミナル）
- 昌19系統（地下鉄龍沢駅～王荘工業園バスターミナル）
- 昌58系統-支線（地下鉄沙河駅～地下鉄沙河高教園駅）
- 昌66系統（昌平北駅～辛力屯）

## 歴史
- 2010年12月30日 - 開業。

## 隣の駅
北京地下鉄
■昌平線
鞏華城駅 - 沙河駅 - 沙河高教園駅